# Antoni Maria Badia i Margarit
Pour les articles homonymes, voir Badia (homonymie) et Margarit.
Antoni Maria Badia i Margarit (né le 30 mai 1920 à Barcelone et mort le 16 novembre 2014 dans la même ville) est un linguiste et un philologue espagnol (catalan) qui s'est consacré à la grammaire et à l'histoire du catalan.

## Biographie
Antoni Maria Badia i Margarit a obtenu ses diplômes de philologie des langues romanes à l'université de Barcelone en 1943, où il est devenu professeur d'histoire de la langue espagnole et du catalan. Il a été recteur de l'université de Barcelone de 1978 à 1986. Il a été professeur invité de plusieurs universités dans le monde (Munich, Heidelberg, Georgetown, Wisconsin, et la Sorbonne à Paris). Il est docteur honoris causa de plusieurs universités (Salzbourg, Toulouse, Rovira i Virgili à Tarragone, la Sorbonne à Paris, et les Îles Baléares). Il a été président de la Société de linguistique romane, président de la Section de philologie de l'Institut d'Estudis Catalans, président de l'Associació Internacional de Llengua i Literatura Catalanes, président de la North-American Catalan Society, président de la Deutsch-Katalanische Gesellschaft, et président du Segon Congrés Internacional de la Llengua Catalana (1986).

## Œuvre
Son œuvre scientifique comporte plus de six-cents titres, dont plus de cinquante livres, parmi lesquels :
- Gramática histórica catalana (1951, trad. au catalan en 1981)
- Gramática catalana (1962)
- Llengua i cultura als Països Catalans (1964)
- La llengua dels barcelonins (1969)
- La formació de la llengua catalana (1981)
- Gramàtica de la llengua catalana (1994)
- Les Regles d'esquivar vocables i la «qüestió de la llengua» (1999)

## Honneurs
- Creu de Sant Jordi (1986)
- Premi d'Honor Lluís Carulla (ca) (1995)
- Prix de la Fundació Institució Catalana de Suport a la Recerca (ca) (1996)
- Medalla al Mèrit Científic de l'Ajuntament de Barcelona (1999).
- Homenatge del Congrés Internacional de Ciències Onomàstiques (6 septembre 2011)[3].
- Médaille d'or de la Generalitat de Catalogne (2012)[4]